# Abel Grimmer

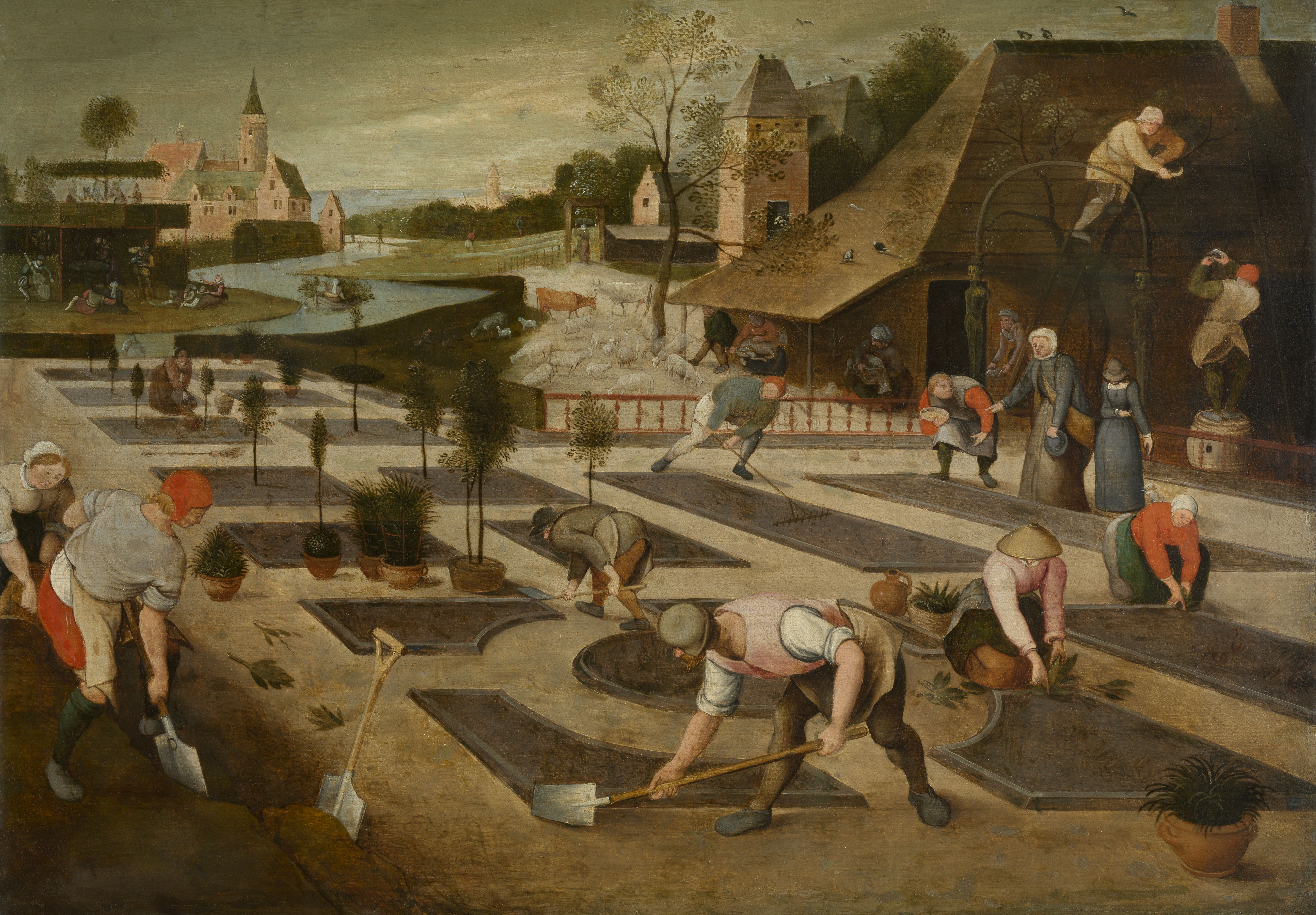
Lente, 1607, olieverf op paneel, Koninklijk Museum voor Schone Kunsten, Antwerpen

Abel Grimmer (Antwerpen, ca. 1570 – aldaar, 1618 of 1619) was een Brabants kunstschilder. Hij was een zoon en leerling van Jacob Grimmer en een broer van Abraham Grimmer. De stijl van vader en zoon Grimmer komt zozeer overeen dat het soms moeilijk is het werk aan een van beiden toe te schrijven.
Abel Grimmer trouwde in 1591 met ene Catharina Lescornet en werd in 1592 lid van het Antwerpse Sint-Lucasgilde. Hij werkte in de trant van zijn vader en produceerde voornamelijk landschappen, soms met een Bijbels thema, op klein formaat en vaak in series over de maanden en jaargetijden.
Evenals zijn vader liet Abel Grimmer zich inspireren door het werk van Pieter Bruegel de Oude, Hans Bol en anderen. Soms is er sprake van kopieën van hun werken. Opvallend is zijn aandacht voor architectuur en zijn kennis van het perspectief.